# Lorenzo Fernández
Lorenzo Fernández (20. maj 1900 – 16. november 1973) var en spansk-født uruguayansk fodboldspiller og -træner, der med Uruguays landshold vandt guld ved VM i 1930 på hjemmebane. Han spillede i alt 31 landskampe og scorede fire mål, og var også med til at vinde guld ved OL i 1928 i Amsterdam, samt ved Copa América i både 1926 og 1935.
Fernández spillede på klubplan for Montevideo Wanderers og Peñarol i hjemlandet, hvor han med de to sidstnævnte var med til at vinde flere uruguayanske mesteskaber. Efter sit karrierestop var han desuden træner for Peñarol.